# Renske Vellinga
Renske Thilde Vellinga (Heerenveen, 26 oktober 1974 – Zandhuizen, 19 februari 1994) was een Nederlands schaatsster.

## Biografie
Vellinga was dochter van een dierenarts en behaalde al op jonge leeftijd goede resultaten, met name op de sprintafstanden 500 en 1000 meter. In 1985 won Vellinga bij de pupillen haar eerste gewestelijke titel kortebaan. Nadien werd ze zevenmaal nationaal juniorenkampioene, te weten op de langebaan in 1989 en 1990; kortebaan in 1989 en 1990; supersprint in 1991 en 1992; sprint in 1992.
In 1990 deed ze op 15-jarige leeftijd voor het eerst mee met de Nederlandse afstandskampioenschappen. Ze werd toen dertiende op de 500 meter. In 1992 werd ze nationaal sprintkampioene bij de junioren.
In 1993 haalde ze brons op de 500 en zilver op de 1000 meter op de Nederlandse afstandskampioenschappen. Een jaar later overleed ze ten gevolge van een eenzijdig auto-ongeluk. Haar dood maakte emoties los bij een aantal collega-schaatsers, die op dat moment in het Noorse Hamar verbleven voor de Olympische Winterspelen 1994. Bij de Olympische wedstrijden reden de Nederlanders na de dood van Vellinga met een rouwband.

## Trivia
- Marianne Timmer, leeftijdsgenote en vriendin van Vellinga, haalde tweemaal een Olympische gouden medaille op de sterfdatum van Vellinga, in 1998 en 2006.
- Vellinga was de vriendin van schaatser Ids Postma.

## Resultaten
| Jaar | NK Afstanden     |
| ---- | ---------------- |
| 1990 | 13e 500m         |
| 1991 | 5e 500m          |
| 1992 | 7e 500m 8e 1000m |
| 1993 | 500m · 1000m     |
| 1994 | 4e 500m 4e 1000m |